# Lian Lunson
Lian Lunson (* 3. února 1959) je australská herečka a režisérka. Svou kariéru zahájila v osmdesátých letech jako herečka; roku 1987 se přestěhovala do Los Angeles, kde začala pracovat jako režisérka dokumentárních filmů. Prvním z nich byl v roce 1997 Willie Nelson: Down Home pojednávající o hudebníkovi Williem Nelsonovi. V roce 2005 například natočila film Leonard Cohen: I'm Your Man o kanadském hudebníkovi Leonardu Cohenovi a o sedm let později o hudebnici Kate McGarrigleové vycházející z koncertu na její počest. Rovněž se věnovala natáčení hudebních videí, například pro Neila Younga či skupiny Pearl Jam a U2. Dále také napsala román The Boom Boom Room, podle kterého natočila i stejnojmenný film.